# 不毛地帯
『不毛地帯』（ふもうちたい）は、山崎豊子の小説。1973年から1978年まで『サンデー毎日』に連載された。
大本営の作戦立案参謀であった旧大日本帝国陸軍中佐が、シベリア抑留からの帰還後に総合商社に入社し、経済戦争を戦い抜いていく姿を描く。連載中に、ロッキード事件、ダグラス・グラマン事件があり、偶然似た題材を扱った本作が話題になったが、実在するどの事件の概要とも異なるフィクション作品である。
登場人物の設定に特定のモデルは存在せず、複数のモデルからの取材をもとにした作者の想像の産物である。当時の週刊誌や経済誌によって、主人公の壱岐正元帝国陸軍中佐は伊藤忠商事の元会長瀬島龍三がモデルと繰り返されたが、山崎は瀬島がモデルそのものではなく、複数人のイメージを重ね合わせたものと断っている。
1976年には前半部分が映画化（山本薩夫監督、仲代達矢主演）され、1979年には毎日放送・TBS系列で完全版として連続ドラマ化（平幹二朗主演）、2009年10月よりフジテレビ系列で開局50周年記念ドラマとして連続ドラマ化（唐沢寿明主演）された。

## あらすじ
主人公の壹岐正（いきただし）は陸軍士官学校を首席で卒業したエリート中佐で、大本営の作戦立案参謀であった。終戦の詔に対し、参謀総長の命令書が出されていない以上、武装解除に応じる必要がないと解する関東軍への説得のために満州に出張するが、日ソ中立条約を犯して侵攻してきたソ連軍に拘束され、軍事裁判により、刑法第58条第4項(資本主義幇助罪)、第9項(諜報罪)違反の罪で重労働25年の刑を宣告される。囚人(囚人番号 OH5-32037)としてシベリアに送られ、タイセット、ラゾ、ハバロフスクなどで11年の抑留生活を余儀なくされる。帰国後、近畿商事 の大門一三社長に、参謀としての経歴を買われて採用される。航空自衛隊の次期戦闘機選定争いの仕事で辣腕を振るうことになる。その後進言して「業務本部」を設立し、近畿商事を本格的な総合商社にするための努力を重ねる。旧来の役員からの反発などを受けながらも出世を重ね、日米の自動車会社の提携、中東での石油採掘プロジェクトにも携わっていく。
苦難の末、イラン・サルベスタン鉱区での石油採掘に成功した壱岐は、綿花相場で巨額損失を出していた社長の大門に勇退を進言し、みずからも近畿商事を退職する。そして第三の人生として、シベリア抑留者の親睦団体である朔風会（さくふうかい）の会長となり、現地で亡くなった日本兵への墓参りと遺骨の収集に向かう。

## 登場人物
なお、山崎豊子の他の小説の舞台・登場人物がそのまま本小説にも登場している。例としては、永田大蔵大臣（『華麗なる一族』『沈まぬ太陽』に登場）、大川一郎、阪神銀行、第三銀行など（『華麗なる一族』にも登場）や浪速大学（『白い巨塔』の舞台）、佐橋内閣総理大臣（『運命の人』『華麗なる一族』に登場）など。

## 出版
- 単行本
  - 『不毛地帯』全4巻（1976 - 78年、新潮社）

1976年に前半部（1・2巻）が、1978年に後半部（3・4巻）で出版
- 文庫
  - 『不毛地帯』全4巻（1983年11月-12月、新潮文庫）
  - 『不毛地帯』全5巻（改版・2009年3月、新潮文庫）、活字を大幅に拡大
- 全集
  - 『山崎豊子全作品』第9巻（1986年、新潮社）
  - 『山崎豊子全集』第12～15巻（2004年、新潮社）

### 英訳
- The Barren Zone ジェイムズ・T・アラキ訳　1986

### 中国訳
- 劉小俊［LIU XIAOJUN］ 2014 
京都女子大学 教授[4]

## 映画版
1976年8月14日に東宝系にて封切。公開当時、原作が連載中であった事もあり、次期戦闘機選定までを映画化。また、シベリア抑留の部分もかなり省略されている。
5億7,700万円の配給収入を記録、1976年（昭和51年）の邦画配給収入ランキングの第9位となった。

### 出演

#### 近畿商事
- 壱岐正 - 仲代達矢
- 大門一三社長 - 山形勲
- 里井専務 - 神山繁
- 小出航空機部員 - 日下武史
- 松本航空機部長 - 高城淳一
- 与謝野外国部長 - 仲谷昇
- 山本繊維部課長 - 滝田裕介
- 兵頭繊維部員 - 山口崇
- 柳社長秘書 - 石濱朗
- 田中繊維部員 - 秋元羊介
- 井田繊維部員 - 岩崎信忠
- 塙ロスアンゼルス駐在員 - 山本圭
- 海部ニューヨーク駐在員 - 北大路欣也

#### 防衛庁
- 川又空将補 - 丹波哲郎
- 山城防衛庁長官 - 内田朝雄
- 貝塚官房長 - 小沢栄太郎
- 原田空幕長 - 加藤嘉
- 芦田二佐 - 小松方正
- 木村二佐 - 辻萬長

#### 東京商事
- 鮫島辰三航空機部長 - 田宮二郎

#### 政府関係・与党
- 総理大臣 - 高杉哲平
- 佐橋大蔵大臣 - 神田隆
- 通産大臣 - 久米明
- 久松経済企画庁長官 - 大滝秀治
- 三島幹事長 - 杉田俊也

#### 家族
- 壱岐佳子 - 八千草薫
- 壱岐直子 - 秋吉久美子
- 壱岐誠 - 亀田秀紀
- 川又久代 - 藤村志保

#### 毎朝新聞
- 田原記者 - 井川比佐志
- 政治部長 - 永井智雄
- 資料室主任 - 長浜藤夫

#### 警察関係
- 警視庁捜査二課長 - 高橋悦史
- 警視庁捜査二課刑事 - 長島隆一、小松英三郎（ノンクレジット）
- 所轄署刑事 - 上田忠好
- 鑑識係 - 梅津栄、勝部義夫（ノンクレジット）、加藤茂雄（ノンクレジット）

#### 旧帝国陸軍関係
- 梅津美治郎参謀総長 - 嵯峨善兵
- 山田乙三関東軍司令官 - 東屋源喜
- 秦彦三郎関東軍総参謀長 - 中谷一郎
- 石原司令官 - 青木義朗
- 谷川報道部長- 伊沢一郎
- 関東軍参謀 - 久野征四郎
- 関東軍参謀 - 保科三良
- - 田村貫
- - 木村幌
- - 吉原正皓
- - 後藤陽吉
- - 三島新太郎
- - 森川利一
- 関東軍参謀 - 姿鐡太郎

#### アメリカ航空機メーカー関係
- ラッキード社・ブラウン社長 - アンドリュー・ヒューズ
- - デヴィット・シャビロ
- グラント社・コナーズ社長 - ジャック・ケリー

#### ソ連関係
- - ダニエル・クラブスキー
- - ブラドミア・ホゴルボフ
- - ロック・メイヤー
- - ダヴィット・トロケトスビリィー
- - ジョセフ・グレース
- - チャールズ・ブラックマン
- - アレキサンダー・マツサカ

#### その他
- 杉浦満州電々公社社員 - 河崎保
- - 歌川千恵
- - 五十嵐美恵子
- - 桜川梅八
- - アマボールデルバンド
- ナレーター - 鈴木瑞穂

### スタッフ
- 監督 - 山本薩夫
- 脚本 - 山田信夫
- 特殊技術 - 川北紘一 ※ノンクレジット
- 音楽 - 佐藤勝
- 製作 - 佐藤一郎、市川喜一、宮古とく子
- 撮影 - 黒田清巳
- 美術 - 間野重雄
- 録音 - 西崎英雄
- 照明 - 岡本健一
- 編集 - 鍋島惇
- 監督補 - 後藤俊夫
- 助監督 - 松本勲
- MA - アオイスタジオ
- 現像 - 東洋現像所
- 協力 - 豊富町、航空ジャーナル、ブロンドハイムプロダクション

### 製作経緯

#### 脚本
監督の山本薩夫は原作で長々と描写されているシベリア抑留には偏見があるとして興味を持たず、原作にある戦闘機買い付けを巡る構造汚職の描写に興味を持ち、シベリアの場面を短くしてその部分を膨らませたいと提案し、山田信夫と脚本を練った。汚職事件は60年安保のさなかに起きた事件のため、安保闘争を絡めて描きたいと原作にないシーンを組み入れた。

#### 撮影
アメリカでのロケは、ロッキード、ダグラスとも撮影を拒否され、やむなく民間の航空機修理工場でロケした。アメリカロケは『マタギ』などで知られる後藤俊夫。
作品の内容上航空自衛隊や航空機メーカーの協力が得られないため、ジェット戦闘機の登場するシーンは東宝の特撮部が担当し、セットと模型による特撮によって撮影された。しかし、特撮に関わったスタッフは特技監督の川北紘一を始めクレジットはされていない。川北によれば、当時は特撮スタッフがクレジットされないことはよくあり、特に山本は特撮嫌いであったため入れなくても良いと考えたのではないかと推測している。エドワード空軍基地のシーンは、当時の東宝撮影所で最も大きかった第9ステージいっぱいにセットを組んで撮影しており、炎天下にF104が飛び立つシーンの陽炎の表現としてアルコールを撒いて火をつけたり、水を散布して強力なライトで蒸発させたりするといった手法を用いている。
本作は撮影中から話題を呼んだが、クランクインから3週間後の1976年2月にロッキード事件が発生。映画はロッキード事件と伴走するように製作されたが、山本は保守政党の腐敗の本質を映画に反映させようとロッキード事件に対する自身の考えを取り込もうとした。山本は映画製作中にこの件を自身で調べ、児玉誉士夫が介在して飛行機の機種を決める会議に源田実も田中角栄と一緒に出ていたと分かったと、原作にはない、そういうシーンを映画で出した。これが後に問題となった。

### クレーム
完成試写後、原作者の山崎豊子が『サンデー毎日』1976年7月18日号誌上のグラビア特集で、原作と映画の違いを発表。映画版はシベリアにおけるラーゲリ部分が少なくエピソードが友好的過ぎる、天皇の戦争責任に関して原作ではああいう型では扱ってない、山本が付け足した防衛庁空幕長が参院選に立候補する場面で、官房長官室の中で選挙資金が渡されるシーンに、白昼堂々と長官室で金のやりとりするなんて非常識なことするはずないなどのコメントを出し、小説のイメージと同じくされては迷惑なので、原作者を原案にして欲しいと訴えた。またこの『サンデー毎日』の記事に選挙資金が渡されるシーンの写真が掲載されたことから、これを見た源田実参議院議員が、1976年7月15日、登場人物である原田空幕長（演者：加藤嘉）が自分であるかのような誤解を招くと抗議、ナレーションのカットを要求してきた。現金受け渡しシーンで"ラッキードとグラマンの間にはさまって～"とナレーションが入るため、「防衛庁から参議院に出るってのは俺しかいない。原田はすなわち源田というのが明白だ」と怒り、源田の秘書が1976年7月8日に東宝副社長の松岡功に直接会って抗議、また芸苑社プロデューサーの佐藤一郎、原作者の山崎豊子にも抗議し、「事実無根の中傷でありカットしないなら名誉棄損で訴える」、「公開差止めの仮処分を申請する」などと伝えた。山崎は「私の小説では、そんな所で金渡しをしてないし、原田は大変ヒューマニストに書いてあります。映画は私は知りません」と解答。山本が決定稿にかなり手を入れたため行き違いが起きた。元々映画に登場人物のそっくりさんを起用したり、名前も一字違いにしたり、時節柄、心配されていたことがやはり起きた。源田の後援会は会員が約10万人おり、観客動員10万人といえば、映画界では"泣く子も黙る"民音、労音に匹敵する。東宝としても無視できない団体であった。これに対し、東宝が山本に源田の要求を飲むよう指示したため、山本が反撥し、1976年7月21日に『天保水滸伝』撮影中の調布大映撮影所でマスメディアの取材に応じ、「東宝サイドから私に対して注文が出ているが、基本的な線では源田氏の要求に応じる意思はない」と話し、名誉棄損問題では勝てると思うが、上映日がもう決まっているため、もし上映停止仮処分が成立した場合の扱いには苦慮している等と説明し、「独立プロと違い企業が事を丸く収めようとする苦労は分かるが、昔、本庄事件を扱った『暴力の街』でも同じような体験をした。今、私が折れる訳にはいかない」と強く訴えた。
日本共産党所属の衆議院議員松本善明が「源田議員のカットを東宝が認めるなら国会で問題にする」と発言。東宝は右からも左からも揺さぶりをかけられ、ニッチもサッチもゆかない状況に追い込まれた。東宝と芸苑社とも「映画の始めに登場人物も全部フィクションであると謳ってあるから架空の人物」と、「削除する意思なし、真向対決する」と構え、両者の対立は泥沼化する恐れがあったが、結局上映問題などもあり源田が削除を求めた現金受け渡しシーンはカットされた。東宝から完成試写を観て欲しいと源田側に要請があり、1976年7月27日に東京有楽町の東宝本社3階試写室で、源田の第一秘書・山崎工と弁護士が完成映画を観て、要望していた箇所のカットを確認し、源田側は「要求を受け入れ東宝側がカットしてくれた」と勝利宣言を出し、告訴を取り下げた。山本が山崎の原作を映画化するのは『白い巨塔』（1966年）、『華麗なる一族』（1974年）に次いで3本目で、前二作は何のクレームもなかったが、山本は「原作の非常につまらないところを、こっちが一生懸命考えてよくしたら怒られる。今後は山崎さんとはやれない」などと不満を述べた。本作の映画化権は東宝や芸苑社ではなく山本が持っていた。しかしこれら一連の騒動は大きな宣伝になり、映画興行にとってはプラスとなった。日ごろ映画を観ない年輩者や中年のアベック、政財界関係者などが鑑賞に訪れ、東宝は「『日本沈没』(1973年)に匹敵する入りになりそう」と当初は鼻息が荒かったが伸びなかった。
なお、山本と揉めた山崎は、後年のインタビューで、「寂しいのは使命感を持った友人が少なくなっていくことですね。『華麗なる一族』など私の作品を映画化してくださった山本薩夫監督が生きてらっしゃったら、『沈まぬ太陽』も映画にしてくださったのではないかと思いますね」と、この騒動後も山本を認めている発言をしている。

## テレビドラマ

### 毎日放送版（1979年）
1979年4月4日 - 10月31日にかけて毎日放送の制作によりTBS系列で毎週水曜22時から全31回放映された。原作全編を映像化した最初の作品である。放送話数も多く、映像化作品の中では、もっとも原作に忠実な物となっている。また、田宮二郎の遺作となったテレビドラマ『白い巨塔』（フジテレビ系）の放送終了直後に放送され、脚本も同じ鈴木尚之が担当した事もあり、『白い巨塔』に出演した役者の多くが本作に出演しているのも大きな特徴となっている。2010年2月から4月にかけてDVD全9巻が発売された。

#### キャスト
- 壱岐 正 - 平幹二朗
- 壱岐佳子 - 山本陽子
- 壱岐直子 - 坂入真由美（少女期）、池上季実子
- 壱岐 誠 -  池田直人（幼少期）、鹿股裕司（少年期）、下塚誠→草間正吾（青年期）

##### 近畿商事
- 大門一三（社長） - 若山富三郎
- 里井達也（副社長） - 高松英郎
- 兵頭信一良（東京支社鉄鋼部 社員） - 高橋長英
- 塙 四郎（ロサンゼルス支店 社員） - 寺田農
- 海部 要（アメリカ近畿商事 副社長） - 村井国夫
- 小出 宏（元空幕・調査班長） - 草薙幸二郎
- 石原慎二 - 坂東正之助
- 一丸和也（常務→専務→副社長） - 永井智雄
- 金子繊維部長→常務 - 浜田寅彦
- 丸山英夫（船舶担当常務） - 早川雄三
- 正岡繊維担当常務 - 高木二朗
- 堂本昶（鉄鋼担当専務） - 伊藤正博
- 綿野慶人（繊維担当専務→監査役） - 細川俊夫
- 中上太一郎（鉄鋼担当専務→監査役） - 中台祥治
- 辻 彦兵衛（経理担当常務→監査役） - 田島義文
- 武蔵財務本部長 - 塚本信夫
- 角田良二（業務本部長代理） - 勝部演之
- 与謝野浩一（海外統括部長→アメリカ近畿商事社長） - 原田清人
- 峰 竜二（船舶部長） - 仙波和之
- 伊原綿花部長 - 北村総一郎
- 平田ロスアンゼルス支店長 - 早川純一
- 綿花部次長 - 明石良
- 山本繊維課長 - 山本清
- 柳 社長秘書 - 望月太郎
- 町田繊維部員 - 伊東達広
- 糸川繊維部員（アメリカ近畿商事） - 小川真司
- 重役 - 相原巨典
- 里井の秘書 - 浅沼晋平
- 鎌刈得造（顧問弁護士） - 高桐真
- ハル（壱岐のメイド） - 左幸子

##### 東京商事
- 鮫島辰三（航空機部長） - 中村敦夫
- 望月社長 - 川部修詞
- 川上 孝（ロスアンゼルス支店駐在員） - 大林丈史
- 一ノ瀬（鮫島の部下） - 若宮隆二
- 山岸 実（ロスアンゼルス支店駐在員） - 中平良夫
- 上杉 修（中近東駐在員） - 中尾彬

##### 防衛庁
- 貝塚官房長（→事務次官→参議院議員） - 金子信雄
- 原田空幕長 - 土屋嘉男
- 川又伊佐雄空将補（空幕・防衛部長） - 江原真二郎
- 神森 剛二佐（戦史室） - 竜崎勝 → 山本耕一（病気のため途中交代）
- 芦田国雄二佐（空幕・防衛部計画班長） - 財津一郎
- 木村一佐（空幕・防衛部運用課長） - 大原武樹
- 小泉二佐（空幕・テストパイロット） - 川本勝久
- 香川　守（香川大佐の息子） - 馬場広人
- 尾崎省二・一尉（入間基地・警務分遣隊長）- 横森久
- 楢橋二三雄（本庁防衛局計画室） - 林昭夫

##### 秋津家
- 秋津中将（大陸鉄道司令官） - 曽我廼家明蝶
- 秋津紀次（秋津中将の弟・二役） - 曽我廼家明蝶
- 秋津千里 - 大谷直子
- 秋津清輝 - 清水章吾
- 紀次の妻 - 渡辺千世
- 丹阿弥泰夫（千里の見合い相手） - 大竹修造
- 叶 頼山（陶芸家・千里の師匠） - 松本克平

##### 旧陸軍・シベリア抑留関係
- 谷川元大佐（関東軍報道部長） - 志村喬
- 香川大佐 - 下條正巳
- 丸長（壱岐の当番兵） - 川谷拓三
- 竹村少将（関東軍参謀副長） - 奥野匡
- 寺田少佐 - 佐藤和男
- 堀 少尉 - 青木卓
- 安田 - 矢野宣
- 水島 - 木村元
- 抑留民主委員リーダー - 阿部希郎、田村元治、久保晶
- 民主委員 - 佐伯赫哉
- 炊事係 - 隆大介
- 捕虜 - 北村耕太郎、青砥洋、山崎満、森井睦、池田武司

##### ソ連軍・シベリア関係者
- ヤゼフ少佐 - ピーター・ウィリアムズ
- 将校 - ロマノフスキ・ヴィエスワワ、ダニエル・クラス・ラブスキー

##### 政界/官界
- 久松清蔵（経済企画庁長官） - 西村晃
- 山城防衛庁長官 - 嵯峨善兵
- 大川一郎（保守党総務会長） - 河村弘二[注 2]
- 貝塚参議院議員 - 金子信雄
- 田淵（保守党幹事長→内閣総理大臣） - 藤岡重慶
- 吉良 一（日本石油開発公社総裁） - 仲谷昇
- 山下好二郎（吉良の後任→日本石油開発公社総裁） - 垂水悟郎
- 久松長官の秘書 - 大矢兼臣
- 吉良総裁の秘書 - 石倉民雄
- 田淵総理の秘書官 - 加藤正之

##### 新聞関係
- 田原秀雄（毎朝新聞政治部記者→社会部長） - 中野誠也
- 毎朝新聞・政治部長 - 永井玄哉
- 栗山記者（東都新聞） - 宇南山宏
- 佐伯記者（press社） - 佐々木敏
- 記者 - 小比類巻孝一、湯沢勉
- 井村一雄（業界紙記者） - 山本學

##### 警視庁
- 熊谷直樹（捜査二課長） - 菅野忠彦
- 捜査二課警部補 - 高杉玄
- 捜査二課部長刑事 - 武藤章生
- 捜査二課刑事 - 大山豊
- 刑事（事故現場）- 池田鴻

##### 家族
- 川又久代 - 中村玉緒
- 鮫島倫敦 - 江藤潤
- 鮫島美知子 - 亀井光代
- 大門藤子 - 佐々木すみ江
- 里井勝枝 - 小沢弘子
- 海部美奈子 - 戸部夕子
- 海部　茂 - 松野達也（少年期）、渡辺浩一郎（青年期）
- ジャクリーン（塙の妻） - レスリー・グラター
- 小出幸江 - 谷口香
- 小出正一郎 - 猪股裕司
- 芦田りょう子 - 堀永子
- 小田君代（神森の見合い相手） - 岩本多代
- 丸長桐江 - 小林トシ江
- 丸長武夫 - 中越司

##### ラッキード社
- ブラウン社長 - ダン・ノード
- ミル副社長 - ウォルター・ニコルズ

##### グラント社
- ジョー井上（極東駐在員） - 岡田眞澄

##### 千代田自動車
- 村山初蔵（営業担当専務） - 庄司永建
- 小牧　章（技術担当常務） - 加藤和夫

##### フォーク自動車
- フォークII世（会長） - レス・ギルバート
- プラット（海外担当副社長） - トーマス・キロー
- アーリックマン（海外担当重役） - アイバン・ウッドハウス

##### オリオン石油
- リーガン（社長） - ジョージ・ファーネス
- ジェームス（中近東駐在役員） - ジェイソン・ヘラー

##### 五菱商事
- 神尾伝平（石油担当専務） - 波多野憲

##### 五井物産
- 有田雄策（石油担当専務） - 船戸順

##### 第三銀行
- 玉井 敏（頭取） - 増田順司

##### インドネシア華僑
- 紅子 - いしだあゆみ（特別出演）
- 黄 乾臣 - 北村和夫

##### 国際ロビイストほか
- 竹中莞爾（竹中政治経済研究所長） - 内藤武敏
- 安蒜（日東交易） - 金内吉男

##### クラブ
- 浜田京子（ママ・紅子の母） - 岩崎加根子
- 羊子（ホステス・鮫島の女） - 三浦真弓
- よね子（ホステス） - 橘麻紀
- まち子（ホステス） - 山科ゆり
- みゆき（ホステス） - 森愛
- ホステス - 広京子
- バーテン - 須永慶
- 歌手 - 三井魔乎

##### 医療関係
- 浅田博士（心臓血管研究所教授） - 松本朝夫
- 市川好一郎（東京成人病センター部長） - 中山昭二
- 仁村和夫（東京成人病センター循環器部長） - 松村彦次郎

##### イラン関係
- ファークII世（国王） - バートン・ホファーズ
- ドクター・フォルジ（国王側近） - レイモンド・ネグレ
- フォルジの執事 - ニック・ミューリン
- ドクターキア（石油公社筆頭理事）- アナンド・メッタ
- マイケル（イラン石油(INOCO)掘削主任技師） - イアン・カー

##### リビア
- ハバシュ（元石油大臣） - アビ・アビニ
- メジェリフ（ハバシュの秘書） - ピンハー・シモン

##### 韓国
- 李 錫源（元韓国陸軍総参謀長） - 睦五郎

##### その他
- 吉島 潔（洛北大学工学部教授） - 宮部昭夫
- 鬼頭勘助（中京紡績社長） - 須賀不二夫
- 菊本（政財界の黒幕） - 内田朝雄
- ウェーバー教授（ロスアンゼルス大学） - アンドリュー・ヒューズ
- アナウンサー - 遠藤剛
- ニュースキャスター - 勝田久
- 鮫島の運転手 - 菅沼赫
- 飲み屋・とり安の親爺 - 三川雄三
- 旅館の女将 - 西朱美
- 料亭の女将 - 大坪日出代
- 料理屋の女将 - 浅茅しのぶ
- 料亭の女中- 堀川和栄、木村翠
- 空港グランドホステス - 姉崎公美
- 芸者 - 金子勝美、三上昭子、向殿あさみ、花悠子、五十嵐美鈴

#### スタッフ
- 脚本 - 鈴木尚之
- 演出 - 河野宏
- 音楽 - 井上堯之
- プロデューサー - 財前定生
- ナレーター - 村越伊知郎
- 技術協力 - 東通
- スタジオ - 目黒スタジオ
- 制作協力 - PDS
- 製作著作 - 毎日放送

### フジテレビ版（2009年）
2009年10月15日から2010年3月11日まで毎週木曜日22:00 - 22:54に、フジテレビ系の「木曜劇場」枠で「フジテレビ開局50周年記念ドラマ」として放送された。ハイビジョン制作、2クール放送、全19回。初回は21:00 - 23:18の拡大版であり、第64回文化庁芸術祭参加作品。
キャッチコピーは「剥き出しの人間たち。」
同じ山崎豊子原作であり、同じフジテレビで2003年に放送された『白い巨塔』（フジテレビ開局45周年記念ドラマ）と同じく主演は唐沢寿明、放送枠も同じ木曜劇場で2クールの放送となった。
原作全編を映像化した完全版であったが、視聴率が低迷したため当初の予定よりも放送回数が減らされた。そのため後半は駆け足の展開となっており、予告編で流されながら本放送ではまるまるカットされたエピソードなどもある。後に発売されたDVD版では、これらのカットされた部分が大幅に追加されている。

#### キャスト

##### 壹岐家
- 壹岐正（元大日本帝国陸軍中佐・大本営作戦参謀、近畿商事社長室嘱託→航空機部嘱託→鉄鋼部長→常務取締役業務本部長→常務取締役アメリカ近畿商事社長→専務取締役→副社長） - 唐沢寿明
- 壹岐佳子 - 和久井映見
- 壹岐（→鮫島）直子 - 多部未華子
- 壹岐誠 - 高橋平（少年期、第一話～四話）、斎藤工 （青年→成人期、第五話～）

##### 防衛庁
- 川又伊佐雄（空幕・防衛部長　空将補） - 柳葉敏郎
- 貝塚道生（防衛庁官房長→日本石油公社総裁） - 段田安則
- 芦田国雄（空幕防衛部） - 古田新太

##### 大本営参謀・シベリア時代
- 梅津（参謀総長）
- 谷川正治（関東軍報道部長　大佐） - 橋爪功
- 竹村 勝（関東軍参謀副長） - 中丸新将
- 矢田（大本営参謀総長） - 小林勝也
- 鈴木（関東軍参謀長） - 勝部演之
- 堀敏夫 - 新井浩文
- 木田（満州電電公社） - 柳家花禄

##### 秋津家
- 秋津紀武（大陸鉄道司令官） - 中村敦夫
- 秋津清輝 - 佐々木蔵之介
- 秋津千里（清輝の妹・陶芸家） - 小雪
- 秋津紀次 （千里の伯父） - 曽我廼家八十吉
- 丹阿弥泰夫（能役者・千里の見合い相手）- 加藤虎ノ介

##### 政界
- 久松清蔵（内閣書記官長→経済企画庁長官→通商産業大臣） - 伊東四朗
- 三島（自由党幹事長） - 神山繁
- 大川一郎（自由党総務会長） - 亀石征一郎
- 田淵角造（自由党幹事長→内閣総理大臣） - 江守徹

##### 日本石油公社
- 貝塚道生（総裁） - 段田安則
- 山下建良（新総裁・貝塚の後任） - 矢島健一

##### 毎朝新聞
- 田原秀雄 - 阿部サダヲ
- 政治部長 - 児玉頼信

##### クラブ「ル・ボア」
- 黄（浜中）紅子 - 天海祐希

##### 東京商事
- 鮫島辰三（航空機部長→取締役輸送機本部長→常務取締役） - 遠藤憲一
- 錨田（船舶部長） - 信太昌之

##### 近畿商事
- 大門一三（社長） - 原田芳雄
- 里井達也（常務取締役東京支社長→専務取締役→副社長→タクボ工業社長） - 岸部一徳
- 兵頭信一良（鉄鋼部→業務本部→石油部長→エネルギー部門担当常務取締役） - 竹野内豊
- 塙 四郎（ロス支店駐在員→業務本部→アメリカ近畿商事→副社長秘書） - 袴田吉彦
- 松本晴彦（航空機部長） - 斉木しげる
- 不破秀作（業務本部 調査情報部長） - 阿南健治
- 一丸松次郎（専務取締役→副社長）- 山田明郷
- 正岡仁（常務取締役→専務取締役）- 森下哲夫
- 麦野久三（専務取締役）- 藤田宗久
- 堂本重人（鉄鋼担当専務取締役） - 浅沼晋平
- 金子利夫（綿糸部長→綿糸担当専務）- 岐部公好
- 角田保（業務本部長→業務担当常務） - 篠井英介
- 武蔵稔（財務本部長） - 中原丈雄
- 峯 （船舶部長）- 大高洋夫
- 山本（食品部長→食品担当常務取締役）- 岸博之
- 武田（運輸部長）- 中根徹
- 伊原（綿花部長）- 上杉祥三
- 秘書（壹岐担当）- 吉家章人
- 社員A（繊維部員） - 辰巳智久
- 社員A（業務本部員） - 岡安泰樹
- 小出宏（空幕調査課→近畿商事航空機部員→逮捕→ブローカー） - 松重豊

##### アメリカ近畿商事
- 海部要（副社長） - 梶原善
- 八束功 - 山崎樹範
- スザンヌ（社長秘書） - エマ・ハワード
- ハル江（メイド） - 吉行和子

##### 近畿商事支店・事務所
- 東山（テヘラン事務所長） - 小市慢太郎
- 早乙女（パリ支店駐在員） - 池田鉄洋
- 石原慎二（繊維部員→シンガポール支店長） - 島津健太郎

##### 貿易商ほか
- 黄乾臣（紅子の夫） - 石橋蓮司
- 安蒜公一（日東交易社長）- 団時朗
- 竹中莞爾（国際ロビイスト） - 清水綋治
- タイピスト（日東交易）- 高田聖子

##### 千代田自動車
- 森（社長）- 大林丈史
- 村山（営業担当専務取締役） - 田村亮
- 小牧（技術担当常務取締役）- 小野武彦

##### 第三銀行
- 玉井（頭取）- 浜田晃

##### 五菱商事
- 神尾（専務取締役）- 名高達男

##### 五井物産
- 有田（専務取締役）- 大門正明

##### 関東電力
- 永井（常務取締役）- 潮哲也

##### 総会屋
- 林田正道 - 梅野泰靖

##### アメリカ・フォーク社
- ヘイリー・フォーク2世（会長） - アレキサンダーバリ
- プラット （アジア渉外担当） - ニコラス・ペタス
- アーリックマン （東京派遣Gリーダー） - ブレット・コルマン
- ラディ - エリックボーシック
- トーマス - バリングトン・ウォールミリー
- リッカー - アレクサンダー・ラヴィカ
- ウォーレン - アミニ・クロッシュ

##### アメリカ・オリオン-オイル社
- リーガン（会長）- チャールズ・グラバー

##### 韓国・政界
- 崔（大統領） - 鶴田忍

##### 韓国・光星物産
- 李錫源（会長） - 榎木孝明
- 李夫人 - 柳加代子

##### イラン・国王側近
- ドクター・フォルジ - アルフレド・ベナベント

##### 家族
- 大門藤子（大門一三の妻） - 赤座美代子
- 里井勝枝（里井達也の妻） - 江波杏子
- 鮫島倫敦（鮫島辰三の息子、直子の夫） - 石田卓也
- 鮫島玲子（鮫島辰三の妻） - キムラ緑子
- 川又久代（川又伊佐雄の妻） - 長野里美
- 芦田智子（芦田国雄の妻） - 唐木ちえみ
- 谷川頼子（谷川正治の妻） - 池田道枝
- 角田福子（角田保の妻、声のみ） - 川口圭子

##### 警視庁
- 井上（捜査二課長）- 藤木孝
- 刑事（捜査二課）- 設楽統（バナナマン）
- 刑事（捜査二課）- 本田清澄
- 警官（所轄署・事故現場）- 小山弘訓

##### とあるクラブ
- アキ（ママ）- 白石美帆
- ホステス - 建みさと
- ホステス - 河野由佳

##### その他
- 叶頼山（陶芸家・千里の師匠） - 品川徹
- 久松長官（大臣）の秘書 - 隈部洋平
- ラッキード社の通訳 - 浅沼コリン
- 救急病院の医師 - 渡辺憲吉
- 看護婦 - たくませいこ
- ジョージ・岡 - 下條アトム
- よね（秋津家 家政婦） - 築山万有美
- 大田医師（里井の担当医）- 佐渡稔
- 個展ギャラリーの客 - 須永慶
- 株主総会の男（総会屋）- 野仲イサオ
- 医師（里井の担当医）- 光岡湧太郎
- 寺田（元シベリア抑留の男）- 中村まこと

#### スタッフ
- 原作 - 山崎豊子（新潮文庫刊）
- 脚本 - 橋部敦子
- メインテーマ - 坂本龍一
- 音楽 - 菅野祐悟
- ナレーション - 二又一成
- オープニングテーマ - 坂本龍一「FUMOCHITAI」
- エンディングテーマ - トム・ウェイツ「トム・トラバーツ・ブルース」
- プロデューサー - 長部聡介、清水一幸
- 演出 - 澤田鎌作、平野眞、水田成英、小原一隆
- 制作著作 - フジテレビ

#### 放送日程
| 各話                                                       | 放送日         | 劇中の年代            | サブタイトル     | 演出     | 視聴率 | 備考      |
| ---------------------------------------------------------- | -------------- | --------------------- | ---------------- | -------- | ------ | --------- |
| 第一話                                                     | 2009年10月15日 | 昭和20年～ 昭和35年   | 物語             | 澤田鎌作 | 14.4%  | 2時間18分 |
| 第二話                                                     | 10月22日       | 昭和20年～ 昭和35年   | 黒い頭脳戦       | 澤田鎌作 | 11.1%  | -         |
| 第三話                                                     | 10月29日       | 昭和20年～ 昭和35年   | 妻と娘の涙       | 平野眞   | 11.6%  | -         |
| 第四話                                                     | 11月05日       | 昭和20年～ 昭和35年   | 俺が殺した       | 平野眞   | 09.9%  | -         |
| 第五話                                                     | 11月12日       | 昭和42年～            | 戦争と三人の女…  | 水田成英 | 11.8%  | -         |
| 第六話                                                     | 11月19日       | 昭和42年～            | 決戦             | 水田成英 | 10.7%  | -         |
| 第七話                                                     | 11月26日       | 千代田 自動車編       | 妻との誓い       | 澤田鎌作 | 10.6%  | -         |
| 第八話                                                     | 12月03日       | 千代田 自動車編       | 愛妻の死!        | 平野眞   | 11.4%  | -         |
| 第九話                                                     | 12月10日       | アメリカ 近畿商事編   | 哀しい女         | 澤田鎌作 | 10.9%  | -         |
| 第十話                                                     | 12月17日       | アメリカ 近畿商事編   | 恋と野望         | 水田成英 | 10.8%  | -         |
| 第十一話                                                   | 2010年01月14日 | アメリカ 近畿商事編   | 嫉妬に殺される男 | 平野眞   | 12.1%  | -         |
| 第十二話                                                   | 01月21日       | アメリカ 近畿商事編   | 裏切りの極秘調査 | 澤田鎌作 | 11.8%  | -         |
| 第十三話                                                   | 01月28日       | アメリカ 近畿商事編   | 喰うか喰われるか | 平野眞   | 12.2%  | -         |
| 第十四話                                                   | 02月04日       | 昭和45年～ 石油開発編 | 百億の賭け       | 水田成英 | 10.2%  | 30分遅れ  |
| 第十五話                                                   | 02月11日       | 昭和45年～ 石油開発編 | 邪魔者は消えろ!  | 澤田鎌作 | 11.6%  | 25分遅れ  |
| 第十六話                                                   | 02月18日       | 昭和45年～ 石油開発編 | 地獄からの招待状 | 小原一隆 | 10.7%  | -         |
| 第十七話                                                   | 02月25日       | 昭和45年～ 石油開発編 | 暗号と密約       | 水田成英 | 11.8%  | -         |
| 第十八話                                                   | 03月04日       | 昭和45年～ 石油開発編 | 汚れた英雄       | 平野眞   | 12.0%  | -         |
| 最終話                                                     | 03月11日       | 昭和45年～ 石油開発編 | 約束の地         | 澤田鎌作 | 15.0%  | -         |
| 平均視聴率 11.6%（視聴率は関東地区・ビデオリサーチ社調べ） |                |                       |                  |          |        |           |

#### 備考
- 映像配信サイトGyaOでは、第1話の特別編集版が10月12日から14日までの間、抽選で300名に無料配信された。
- 主演の唐沢寿明は第1話のシベリア抑留のシーンにあたり、7キロ減量した。「成功しても失敗しても自分の責任」などと意気込みを語っている。
- 本作で秋津紀武役を務めた中村敦夫は、かつて毎日放送で放送された1979年版では鮫島辰三役を演じた経験がある。